# Barsingerhorn
Barsingerhorn est un village situé dans la commune néerlandaise de Hollands Kroon, dans la province de la Hollande-Septentrionale.

## Histoire
Barsingerhorn a été une commune indépendante jusqu'au 1er janvier 1990. La commune est alors supprimée et coupée en deux :
- les villages de Barsingerhorn, Haringhuizen et Kolhorn sont rattachés à Niedorp ;
- le village de Wieringerwaard est rattaché à Anna Paulowna.